# Sumoto (Hjógo)
Sumoto (japonsky:洲本市 Sumoto-ši) je přístavní město v prefektuře Hjógo v Japonsku. V roce 2017 zde žilo téměř 50 tisíc obyvatel. Město je známé pro cibuli z ostrova Awadži, pomeranče z Naruta a hovězí maso z města Kóbe. Panuje zde vlhké subtropické podnebí.